# Ernoneura
Ernoneura is een geslacht van insecten uit de familie van de drekvliegen (Scathophagidae), die tot de orde tweevleugeligen (Diptera) behoort.

## Soort
- E. argus (Zetterstedt, 1838)